# 貝爾廷齊

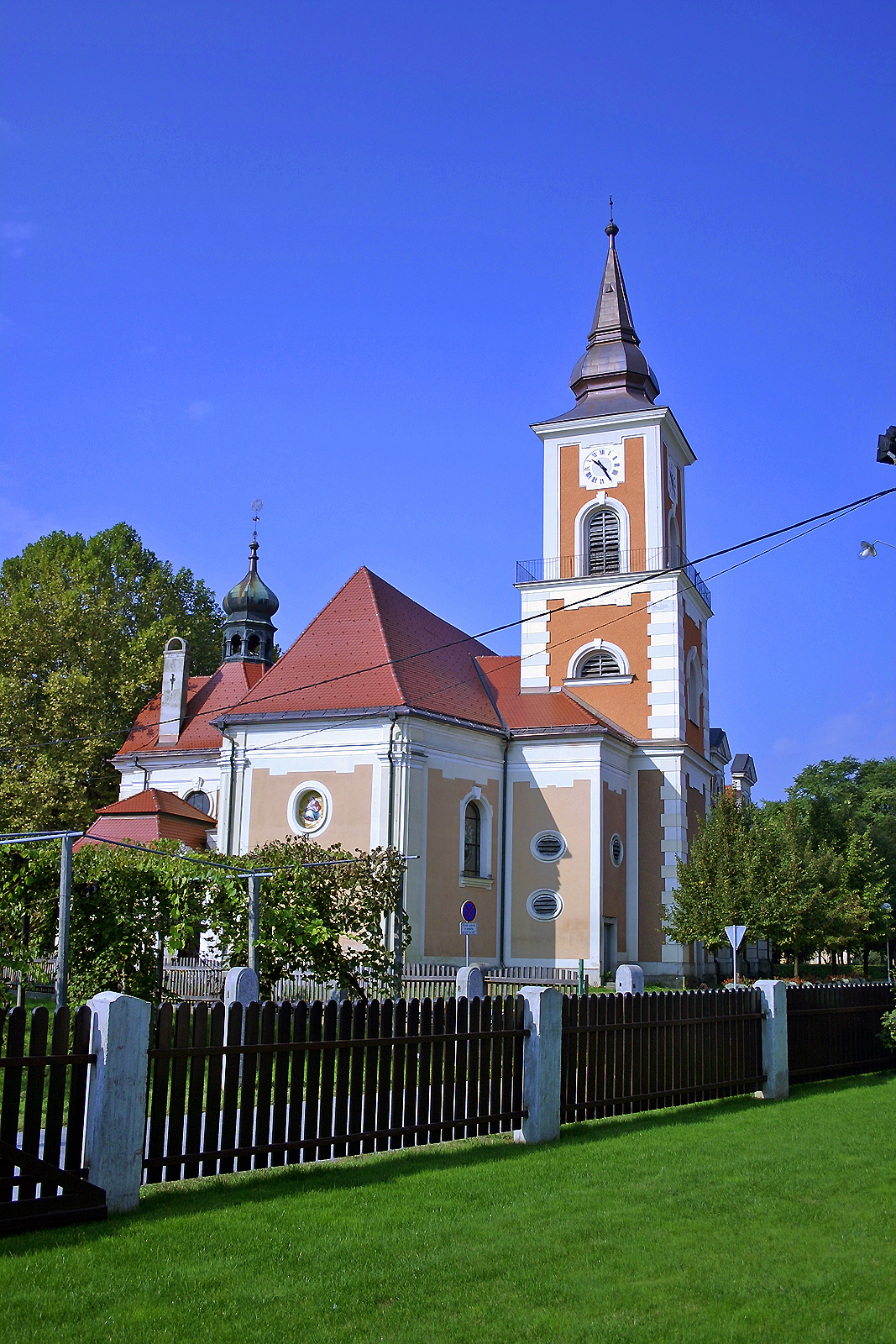
当地教堂

貝爾廷齊是斯洛文尼亞东北部貝爾廷齊市鎮内的城镇及其行政中心。2002年，有人口2,414人。據2002年人口普查，除了斯洛文尼亞人之外，這裡人口最多的是羅姆人。